# 公沙·的西勞
貢薩洛·特謝拉·科雷亞（葡萄牙語：Gonçalo Teixeira Corrêa，明朝文献称公沙·的西勞；約1583年–1632年2月12日）是葡萄牙砲兵上尉，明末時旅居葡屬澳門二、三十餘年，並參與葡澳治理的相關事務。1629年，己巳之變時他與耶穌會士陸若漢率領貢銃隊押運西洋火器赴北京進獻，後参与明朝和後金在辽东的战争，並帮助訓練明朝军队使用大砲。吳橋兵變時為保衛山東登州（今蓬萊）被孔有德、耿仲明等叛軍擊斃，后兵部追贈為參將副統領。

## 生平

### 貢銃緣由
公沙·的西勞出生於葡萄牙，後攜家眷旅居葡屬澳門二、三十餘年，期間擔任過判事官（Juliz）和議事官（Vereador），也在廣州交易會向明朝官員協商爭取澳門利益，以及抵禦過荷蘭人。
1619年，明軍於薩爾滸之役敗於後金，明廷中的天主教徒徐光啟及李之藻等士大夫上書「西洋大銃可以制奴，乞招香山澳夷，以資戰守」，之後明廷數次欲向澳門引進火炮、火槍等西洋火器，崇禎帝即位後兵部尚書梁廷棟上疏《神器無敵疏》：「查广东香山墺商慕义输忠，先年共进大炮三十门，分发蓟门、宣大、山西诸镇。宁远克敌，实为首功。京营止留伍门，臣部蚤虑，万一有警，非此不足御虏，节次移文两广督臣，再行购募。」同時明廷聽聞澳門打撈起荷蘭船隻上的火炮便命李逢節購置且招募銃師，葡文記載李逢節宣示聖旨「因澳门是皇帝的领地，故在此情急之下应该效力，以谢皇恩。」葡澳政府經會議後，為爭取澳門利益，同意了明廷的要求。

### 北上貢銃
崇禎元年九月（1628年），公沙因赴澳門後的種種資歷，獲澳門議事會選派他為貢銃隊統領，押運大銅銃3門、大鐵銃7門及鷹嘴銃30支赴北京進獻，並由澳門議事會授權「所有前往北京交涉的人絕對服從他的管理」以及澳門兵頭以委任狀授權「處罰所有違紀行為的人」。
1628年11月10日，公沙與耶穌會士陸若漢率領銃師、工匠及傔辦，總共三十一人之貢銃隊從澳門出發，先經香山再赴廣州，隨後將物資停放廣州，赴肇慶與前任和時任兩廣總督李逢節、王尊德協商澳門事務，至崇禎二年二月（1629年）再由總督王尊德派參將高應登、守備張鵬翼運解並護送，貢銃隊行船沿江北上，到南京後因故延遲三個月才再出發，至夏鎮又因行糧不足，向教徒徐州知州韓雲賒借，不久後皇太極入關爆發己巳之變，貢銃隊才抵山東濟寧，後金兵鋒已至遵化，受兵部催促，貢銃隊由船運轉陸路並日夜兼程。
貢銃隊行至琉璃河聽聞良鄉已陷，遂回轉赴涿州，且會同涿州知州陸燧、都司孫學詩及鄉宦馮銓將大炮入藥裝彈，推車登城據守，並在四門點放試演，陸若漢自言「演放大銃，晝夜防禦，人心稍安，奴虜聞知，離涿二十里，不敢南下」，徐光啟則說金兵因「畏銃」故「環視涿州而不攻」。稍後，皇太極因久攻不下北京而退兵，貢銃隊才在崇禎三年正月初二（1630年）抵達。
抵達北京後，公沙和陸若漢轉呈一份署名委黎多的「報效始末疏」，另合上「貢銃效忠疏」，公沙還作「西洋大銃來略說」辯明西洋（葡萄牙）與紅夷（荷蘭）的不同。後公沙等在北京試炮成功，崇禎帝據此命「京營總督李守錡同提協諸臣設大砲於都城衝要之所，精選將士習西洋點放法，賜砲名神威大將軍」。不久，徐光啟上書起用葡萄牙人練兵、造炮，崇禎帝頒「留用旨」命「銃夷留京製造教演」，明廷予公沙每年150兩的薪水，每月再加15兩的額外花費，其餘人則予每年100兩的薪水，每月再加10兩的伙食費。

### 支援東江
崇禎三年五月（1630年），兵部尚書梁廷棟因東江署前協事劉興治對孫元化有所忌憚，故薦用孫為登萊巡撫。孫元化除了兼撫登州、萊州之職，還有收復金州、海州及蓋州之責，孫元化利用西洋大砲克復灤州、永平、遵化及遷安後，後金即全面撤回關外，且漸將進攻重點轉向東江，孫元化於是調集軍隊守備，公沙等人便在帳下。
崇禎四年三月（1631年），劉興治遣使密謀投降後金，以及接應劉的佟養性所部敗於贊畫副總兵張燾與沈世魁，後金因此再興兵一萬兩千人圖謀進攻皮島，東江總兵黃龍命張燾出戰，爆發皮島海戰。張燾率大小兵船百餘艘迎戰，公沙等13名隨軍澳人，開炮19次，共六、七百敵軍陣亡，中央研究院院士李光濤在《記崇禎四年南海島大捷》一文中曾謂大貝勒代善第五子巴喇瑪遭擊斃，另有中研院院士黃一農在《天主教徒孫元化與明末傳華的西洋火炮》一文亦採巴喇瑪遭擊斃之說，《清太宗實錄》則記巴喇瑪以痘疾卒。皮島海戰又被稱為「麻線館之捷」或「麻廂之捷」，韓雲言「公沙等在京者，後為登撫調用，麻線館之捷，擊死奴酋七百餘人」，張燾則言「計用神器十九次，約打死賊六、七百官兵」；黃龍稱讚「十年以來一戰」，張燾也稱讚「麻廂之捷，西洋一士可勝千人」，遼東巡撫邱禾嘉則稱讚「海外從來一大捷」，惟《崇禎長編》、《國榷》、《滿文老檔》等明清原始文獻未有記載此役；西洋文獻則未記載殲敵人數。

### 移防登州
崇禎四年三月（1631年），黃龍奉命派澳人以及川兵一營，駕船從三岔河一帶登陸，計畫會師孔有德所部牽制後金。八月間皇太極親征至大凌河，圍困祖大壽於城內。十月，孫元化因東江兵變頻繁，無法牽制後金，意欲撤出軍民，黃龍託辭不願離開，張濤則領舟師1300人撤離，公沙等人期間遭遇颶風侵襲，行李及兵器全失，於是「力乞回澳」。
公沙撤離東江時，游擊孔有德於崇禎四年九月奉孫元化之命馳援遼東，因遼東士卒與山東百姓有所衝突，孔有德所部引起了吳橋兵變，十二月孔有德叛軍殺至登州，五年正月（1632年）孫元化領登州官兵與公沙一眾澳兵反擊叛軍，惟張燾所部遼兵大半投降，又有耿仲明在城中內應，登州遂遭到攻陷。
公沙在內的12名澳人戰死，另有15人重傷獲全，陸若漢則與3名葡萄牙人及11名傔辦逃脫並返北京奏明此事。崇禎五年四月兵部尚書熊明遇上書「請將死事公沙的贈參將，副統領魯未略贈游擊，銃師拂朗亞蘭達贈守備，兼伴方期谷、額弘略⋯⋯伯多祿，各贈職銜；仍各齎銀十兩，給其妻孥。其現存諸員，萬里久戍，各給行糧十兩，令陸若漢押回。而若漢倡導功多，更宜優厚，榮以華袞，量給路費南返」，公沙·的西勞追赠为参将，副统领鲁未略赠游击，铳师拂朗·亚兰达赠守备，傔伴方斯谷等9人赠把总，崇禎帝本來要贈與陸若漢榮銜，惟陸因教士身分沒有接受，兵部則以崇禎帝之名給予澳門保衛國家的讚揚及特權，陸若漢則以《公沙效忠紀》記錄此事并托祝茂善向汪秉元索序，惟此書或以亡佚。